# Antonito
Antonito – miasto w Stanach Zjednoczonych, w stanie Kolorado, w hrabstwie Conejos.